# Nécropole nationale de Berry-au-Bac
La nécropole nationale de Berry-au-Bac est un cimetière militaire français de la Première Guerre mondiale.

## Caractéristiques
Sur une superficie de 1,1 ha, aménagé de 1919 à 1925 et situé à la sortie du village en direction de Gernicourt, ce cimetière militaire français rassemble 3 972 dépouilles dont 2 014 en tombes individuelles et 1 958 en ossuaires, provenant  des cimetières provisoires français de la Ferme de Moscou, du Carrefour du Choléra, du Centre de Tarbes et de la Cuvette à Berry-au-Bac, de Guignicourt, de Gernicourt, de Presles-Thierny, de La-Ville-aux-Bois-Lès-Pontavert, ainsi que ceux des cimetières allemands (Festieux, Coucy-lès-Eppes, Corbeny, Crépy-en-Laonnois, Veslud, etc.).
Cette nécropole était autrefois surnommée « le cimetière militaire de Moscou » car elle était située sur le hameau du même nom. Outre les tombes de soldats français, on y dénombre aussi six Russes et un Belge. Dans un carré spécial, reposent 29 soldats britanniques dont 17 inconnus tombés entre le 27 et le 29 mai 1918 lors de l'offensive allemande sur le Chemin des Dames. On trouve également les restes de deux soldats britanniques inconnus de la Seconde guerre mondiale.
Un monument dédié aux sapeurs de la compagnie 19/3, du 2e Régiment du Génie, morts pour la France à la côte 108 en 1916-1917 a été érigé dans la nécropole qui eurent un rôle important dans la guerre de sapes.

## Personnalités inhumées à la nécropole
- Jean Klingebiel (1892-1917), médecin aide-major tué le 16 avril 1917. Son nom est inscrit au Panthéon parmi les 560 écrivains morts au combat pendant la Première Guerre mondiale.

## Photographies

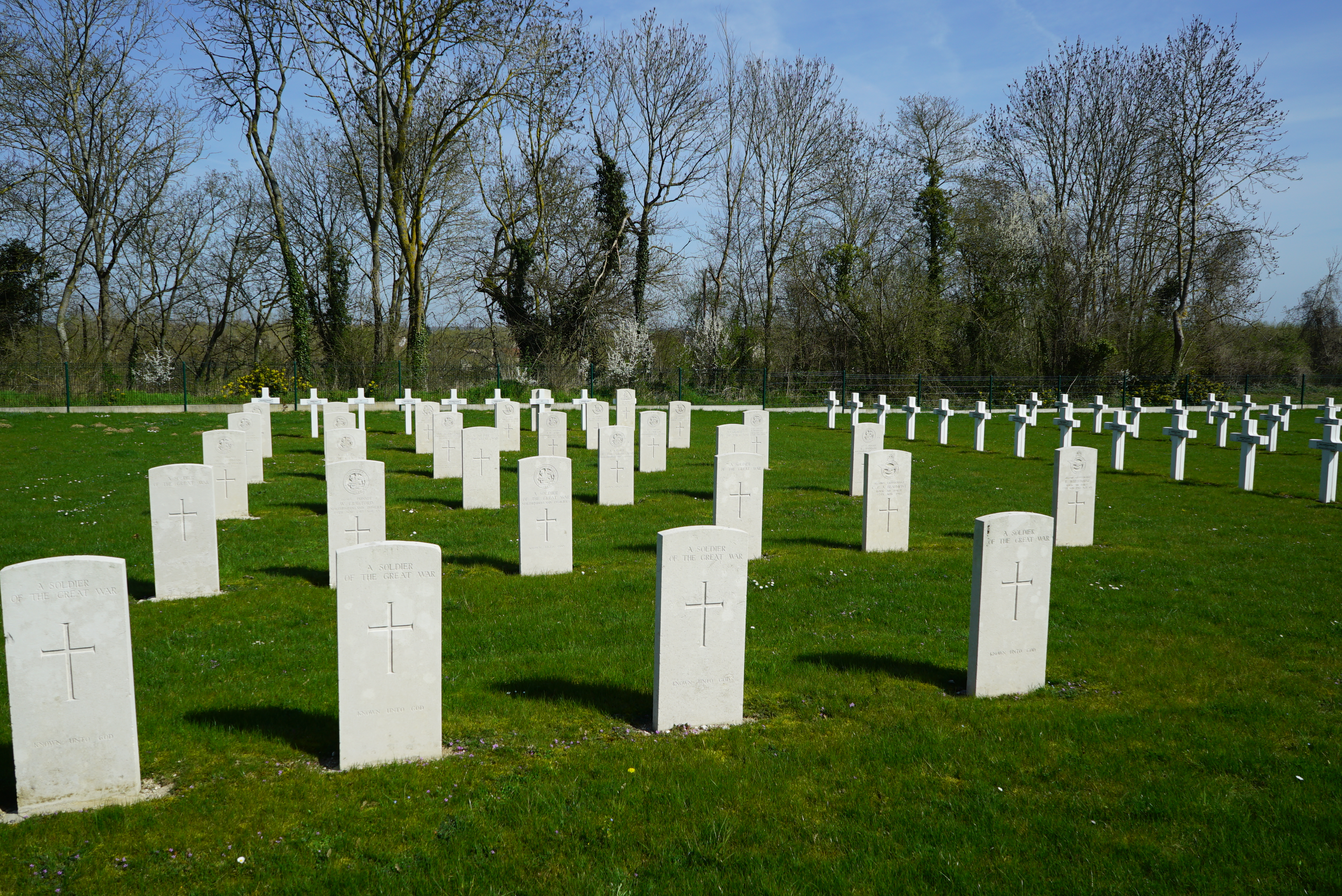
Tombes britanniques.
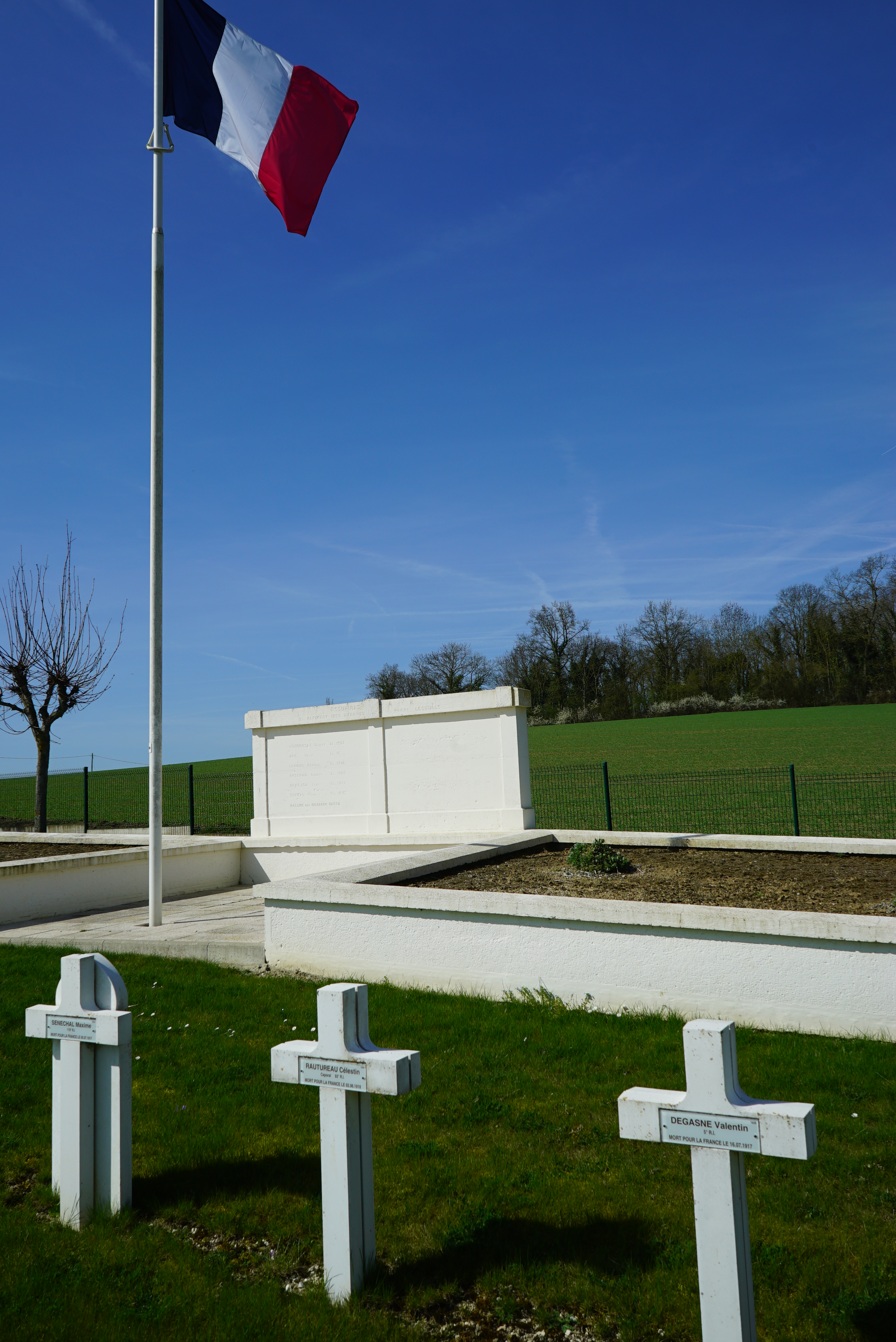
Ossuaire.
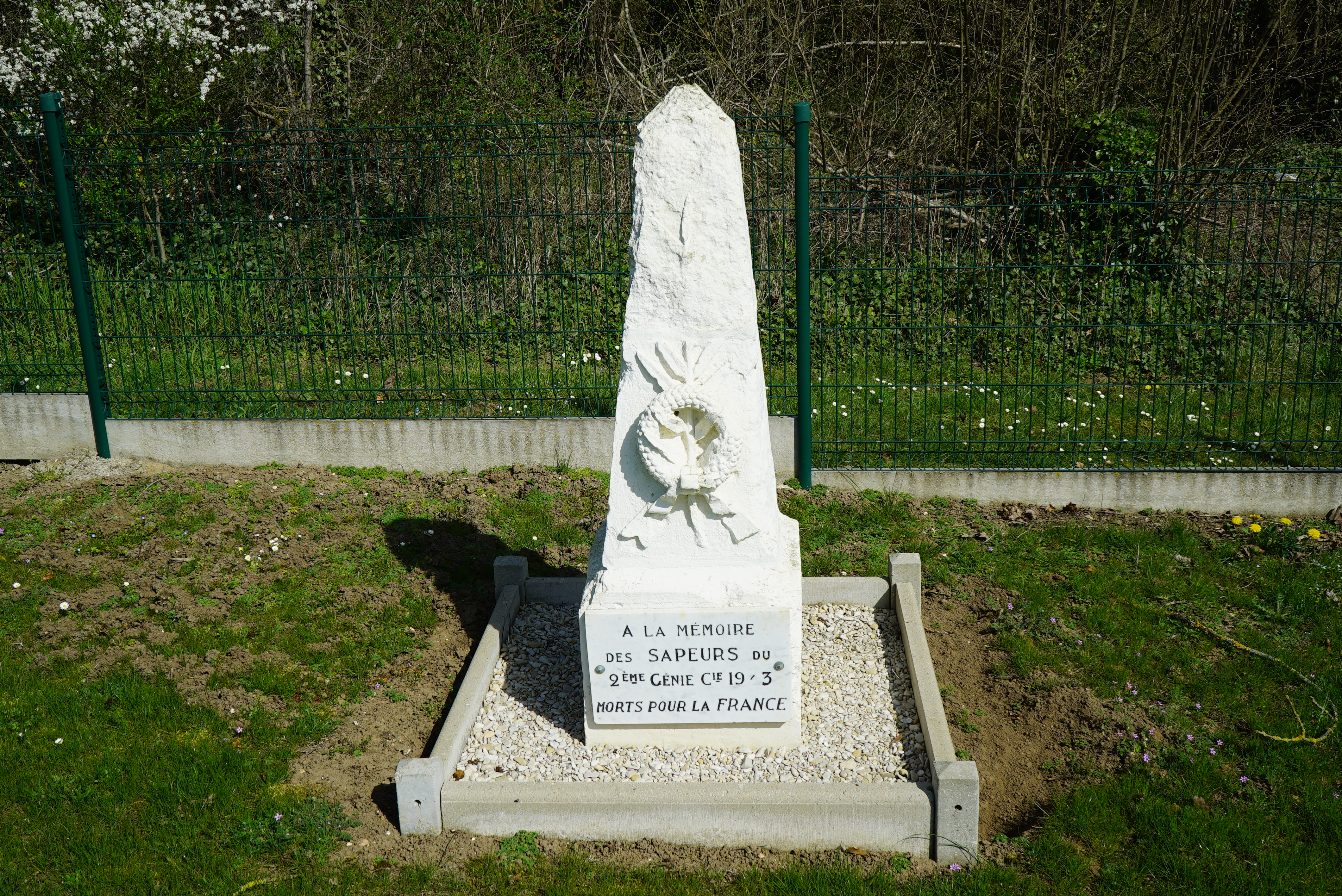
Mémorial au 2e régiment du génie.